# Каменный Брод (Тимбаевское сельское поселение)
Ка́менный Брод (тат. Ташкичү) — село в Буинском районе Республики Татарстан, административный центр Тимбаевского сельского поселения.

## Этимология
Топоним произошёл от татарских слов «таш» (камень, каменный) и «кичү» (брод).

## География
Село находится на реке Чепкасы, в 29 километрах к западу от города Буинск.

## История
Село основано в середине 17 века.
В 18 — первой половине 19 веков жители относились к категории государственных крестьян, несли лашманскую повинность. Занимались земледелием, разведением скота, мелочной торговлей, портняжным промыслом.
В «Списке населенных мест по сведениям 1859 года», изданном в 1863 году, населённый пункт упомянут как лашманская деревня Нижние Чепкасы (Каменный Брод) 2-го стана Буинского уезда Симбирской губернии. Располагалась на правом берегу речки Чепкаса, на коммерческом тракте из Буинска в Алатырь, в 25 верстах от уездного города Буинска и в 25 верстах от становой квартиры в удельной деревне Шихарданы. В деревне в 65 дворах жили 509 человек (256 мужчин и 253 женщины). Была мечеть.
В начале 20 века в Каменном Броде функционировали мечеть, медресе, пожарная станция. В этот период земельный надел сельской общины составлял 1590,8 десятины.
В 1910 году некоторые семьи деревни основали и переселились в деревню Новые Чепкасы.
До 1920 года село входило в Энтугановскую волость Буинского уезда Симбирской губернии. С 1920 года в составе Буинского кантона ТАССР. С 10 августа 1930 года в Буинском, с 10 февраля 1935 года в Будённовском, с 29 ноября 1957 года в Цильнинском, с 12 октября 1959 года в Буинском районах.
В 1931 году в селе организован колхоз «Кызыл байрак», с 2002 года коллективное хозяйство «Мир», с 2004 года ООО «Агрофирма «Дружба», с 2013 года ООО «Ак Барс Буинск».

## Население
| 1859 | 1880  | 1897  | 1913  | 1920  | 1926  | 1938  | 1949  | 1958  | 1970  | 1979  | 1989  | 2002  | 2010 | 2015 |
| ---- | ----- | ----- | ----- | ----- | ----- | ----- | ----- | ----- | ----- | ----- | ----- | ----- | ---- | ---- |
| 509  | 648 ↗ | 714 ↗ | 714 → | 879 ↗ | 810 ↘ | 781 ↘ | 775 ↘ | 720 ↘ | 821 ↗ | 948 ↗ | 539 ↘ | 541 ↗ | 476  | 472  |

Национальный состав села — татары.

## Экономика
Жители работают преимущественно в ООО «Ак Барс Буинск», крестьянском (фермерском) хозяйстве, занимаются полеводством, мясо-молочным скотоводством.

## Инфраструктура
Дом культуры, библиотека, неполная средняя школа (с 1925 г. как начальная), детский сад (1989 г.), фельдшерско-акушерский пункт.
Через деревню проходит автомобильная дорога регионального значения «Вольный Стан — Яшевка».

## Религия
Мечеть (1994 г.).